# پاشلک‌های رنگین
پاشلک‌های رنگین (نام علمی: Rostratula) یک سرده از پاشلک‌های رنگین و دارای دو گونه موجود است که در سراسر آفریقا ، آسیا و استرالیا پراکنده شده‌اند.

### سنگواره‌ها
- † Rostratula minator یک گونه منقرض‌شده است که از نهشته‌های پلیوسن در آفریقای جنوبی توصیف شده است.[۱]